# Alvin Martin
Alvin Edward Martin (Bootle, 1958. július 29. –) angol válogatott labdarúgó.

## Pályafutása

### Klubcsapatban
Pályafutását a West Ham United csapatánál töltötte. 1976 és 1996 között 598 mérkőzésen lépett pályára és 34 gólt szerzett. 1980-ban csapatával megnyerte az FA-kupát. Az 1996–97-es idényben a Leyton Orient együttesében játszott. 

### A válogatottban
1981 és 1986 között 17 alkalommal szerepelt az angol válogatottban. Részt vett az 1986-os világbajnokságon.

## Sikerei, díjai
West Ham United
- Angol kupa (1): 1979–80
- Angol másodosztály (1): 1980–81